# 第五倫
第五倫（？—？），字伯魚，京兆長陵縣（今陝西咸陽）人。東漢司空。

## 生平
第五姓的祖先爲故齊王室的田氏，被漢高祖徙至太常郡所轄的陵縣。因田氏遷至陵縣的人很多，故以來到關中的顺序爲姓氏。
第五倫年少耿直，有德行。新朝末年，盜賊四起，同宗族、鄉里的居民很多都投靠第五倫。第五倫依險要之勢築堅固的堡壘，一有賊軍到，第五倫就激勵眾人，持弓防衛。銅馬軍、赤眉軍前後數十賊軍進攻，都無法攻克第五倫。第五倫以營長身份與郡尹鮮于褒聯繫，鮮于褒見到第五倫後，覺得他異於常人，於是任用第五倫為吏。後來鮮于褒因事獲罪貶職任高唐縣令，離去時，握著第五倫的手說：「恨相知晚。」

### 光武帝時期
第五倫後來做了鄉里的嗇夫，由於長期得不到升職，第五倫不滿，於是帶著家屬前往河東，對外宣稱自己名叫「王伯齊」。數年後鮮于褒向京兆尹閻興推薦第五倫，閻興於是召第五倫為主簿，並任命第五倫為鑄錢掾。
第五倫管理長安市場，他公平正直，清廉耿介，市場沒有奸詐不正之事，當時人們都說：「第五掾所平，市無姦枉」。第五倫每次閱讀詔書，經常嘆息說：「真是一位賢君，只要能見一次面，就能讓他決定大事。」同輩們嘲笑他說：「您連地方長官都說不動，怎能說動聖上！」第五倫說：「尚未遇到知己，道不同不相為謀而已。」建武二十七年（51年），第五倫被舉薦為孝廉，補任淮陽王醫工長。
建武二十九年（53年）淮陽王入朝，第五倫隨同其他官員會見漢光武帝。光武帝詢問政事，第五倫藉機應對，光武帝非常高興。隔天，光武帝特地召第五倫進宮，兩人交談直至黃昏。光武帝對第五倫說：「聽說你當官時曾經鞭撻過你的岳父；又聽聞你拜訪堂兄家時不肯留下吃飯，這些事是真的嗎？」第五倫回答：「臣娶過三次妻，但她們都沒有父親。臣小時候逢飢荒動亂，不敢隨便到別人家蹭飯。很多人認為臣愚蠢不知變通，所以產生這些謠言。」光武帝聽後大笑，任命第五倫為扶夷縣長。第五倫還沒到任，就升任會稽郡太守。第五倫在任內清正廉民，任用鄭弘、謝夷吾為督郵，施惠給百姓，深受百姓愛戴。

### 漢明帝時期
永平五年（62年），第五倫獲罪被調職，百姓不分年齡大小拉車又拉馬，哭著送第五倫，每天只能走幾里，不能前進。第五倫假裝到驛亭的客舍歇息，偷偷地坐船離開。眾人知道後，追趕第五倫。抵達廷尉那，官吏、百姓上書守在衙門口的多達千人。此時，漢明帝正在審理梁松的案件，也有不少人為梁松打抱不平。漢明帝有些擔心，詔令為梁松和第五倫公車上書的，一律不再受理。後來，漢明帝到廷尉那裡審查記錄囚徒的罪狀，第五倫免罪釋放，返鄉歸隱田園。第五倫自耕自農，不和其他人有所往來。幾年以後，第五倫被任命為宕渠縣令。第五倫任職四年後，升任蜀郡太守。

### 漢章帝時期
永平十八年十一月二十四日戊戌（75年12月20日），第五倫升任為司空。因第五倫任蜀郡太守時，公正清廉，推薦的官吏都很稱職，所以漢章帝才將他調回朝廷任用。
漢章帝因明德太后的緣故，尊崇舅父馬廖，馬氏兄弟身居要職。馬廖等人放下身段廣結交友，很多身居要職的大臣趨附他們。第五倫認爲外戚勢力龐大，打算讓朝廷抑制他們的權勢，於是上疏勸諫。但意見並沒有被採納。後來馬防擔任車騎將軍，準備出征西羌，第五倫再次上疏，仍然沒被採納。
建初元年（76年），校書郎楊終上疏認為近年在北方討伐匈奴，向西方開通三十六國，導致百姓連年服徭役，運輸耗費資金龐大。百姓愁苦足以憾天動地，因此希望漢章帝留意省察。漢章帝將楊終的奏書下交讓大臣們討論，第五倫和楊終的看法一致。
馬氏外戚獲罪被遣返封國後，竇氏崛起，第五倫再次上疏。
第五倫常恨庸俗又沒有卓見的官吏太苛刻，曾上書說：「漢光武帝為政採用嚴厲的手段，後代沿襲，形成風氣；郡國所舉薦的人，大多都是只會應付工作的官員，極少有寬博的人才。陳留令劉豫，冠軍縣令駟協，作風太刻薄、要求太嚴苛，吏民愁怨，都很厭惡他們。現在的輿論卻認為他們有能，違背天意，有失經典義理；應該要懲處劉豫和駟協，譴責那些舉薦他們的人，要提拔仁慈賢能的人為政，只需要幾個人，自然能改變風氣。臣經常讀書，知道秦朝因暴虐亡國，臣又親自經歷王莽採用嚴苛的法令而自毀前程，所以臣才懇切地上書勸諫。臣聽聞諸王、公主、外戚，驕奢逾制，京城這樣，如何對外以身作則！所以孔子說：『其身不正，雖令不行。』以自身的行動別人才會遵從，單用道理教導他人只會招來爭論。」漢章帝對第五倫的言論表示讚許。
第五倫晚年多次以年老多病上疏請求退休，元和三年（86年），漢章帝讓他辞官。賞以二千石的終身俸祿、加賜錢五十萬、公宅一區。幾年後第五倫去世，享壽八十多歲，朝廷下詔賜棺材、入棺時所用的衣服、金錢等物。

## 軼事
第五倫任司空時，有人打算送他一匹千里馬，第五倫雖然沒有接受，但是每當三公選人才時，第五倫總是沒辦法忘記那個想送他馬的人，但也始終沒有任用他。
第五倫曾提拔鄭弘，每次朝見時，鄭弘都向第五倫行禮。漢章帝知道原因後，特別設置雲母屏風，將鄭弘與第五倫隔開，從此成了一種例行制度。
曹操曾引述他的事蹟。

## 家族

### 子
- 第五頡，南陽郡太守、[20]將作大匠。

### 曾孫
- 第五種，東漢兗州刺史。

### 族孫
- 第五訪，東漢護羌校尉。

## 評價
- 范曄：第五倫峭核為方，非夫愷悌之士，省其奏議，惇惇歸諸寬厚，將懲苛切之敝使其然乎？昔人以弦韋為佩，蓋猶此矣。然而君子侈不僭上，儉不逼下，豈尊臨千里而與牧圉等庸乎？詎非矯激，則未可以中和言也。《後漢書·第五倫傳》
- 王夫之：章帝初立，鮑昱、陳寵急撟先君之過，第五倫起而持之，視明帝若胡亥之慘，而己為漢高，章帝聽而速改焉，將不得復為人子矣。《讀通鑒論·卷七》

## 延伸阅读
[在维基数据编辑]
 《後漢書·卷41》，出自范晔《後漢書》
 《東觀漢記》